# Melanizmus
A melanizmus a bőr, illetve a szőrzet sötétbarna, illetve fekete elszíneződése, amit a melanin festékanyag felhalmozódása okoz. Főleg egyes emlős-, illetve hüllőfajokra jellemző. A „normális”, illetve sötét egyedek aránya többnyire a környezeti viszonyoktól, az allélok relatív gyakoriságát általában leíró Hardy–Weinberg-egyensúlynak megfelelően alakul: egyes helyeken, illetve életmóddal más-más színezet javítja a túlélés esélyeit.
A sötét változat kialakulását többnyire egy kromoszóma egyetlen génjének egy allélja kapcsolja be.

## Ipari melanizmus
A klasszikus nagyipar és az azzal járó szennyezés (füst, korom) jelentősen átalakítja a környezetet, és ezzel megváltoztatja a túlélés optimális stratégiáját. A 19. század első felében Angliában figyeltek fel arra, hogy a szennyezett vidékeken egy gyakori éjjeli lepkefaj, a nyírfaaraszoló (szürke pettyesaraszoló, Biston betularia) egyedei között egyre több a sötét árnyalatú. A szennyezetlen területeken megmaradt a világos, szürkés példányok túlsúlya. A különösen szennyezett részeken (például Manchester környékén) a sötét változat aránya 1900-ra elérte a 98%-ot.

## Példái

### Fekete nagymacskák

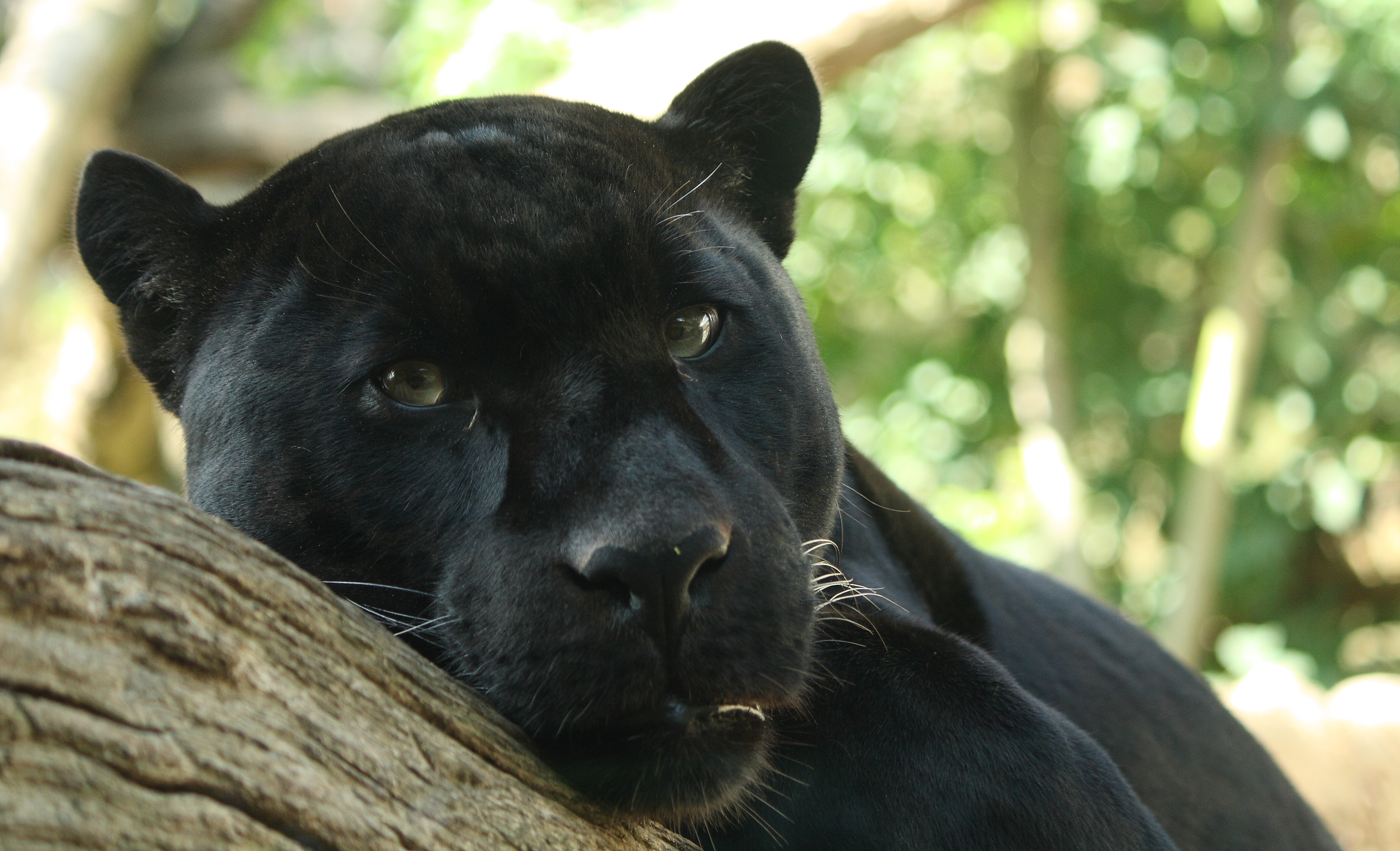
Fekete párduc portréja

A fekete párduc melanózisos leopárd, de van ilyen jaguár is: olyan mutáns, amelynek szőrzetében a fekete pigment (eumelanin) felszaporodik, a narancssárga pigment (feomelanin) mennyisége viszont lecsökken. A fekete nagymacskák mintázata még kivehető, mivel a bunda alapszínében valamivel kevesebb a fekete pigment, mint a pettyekben. A fekete jaguár sokkal ritkább, mint a fekete párduc.

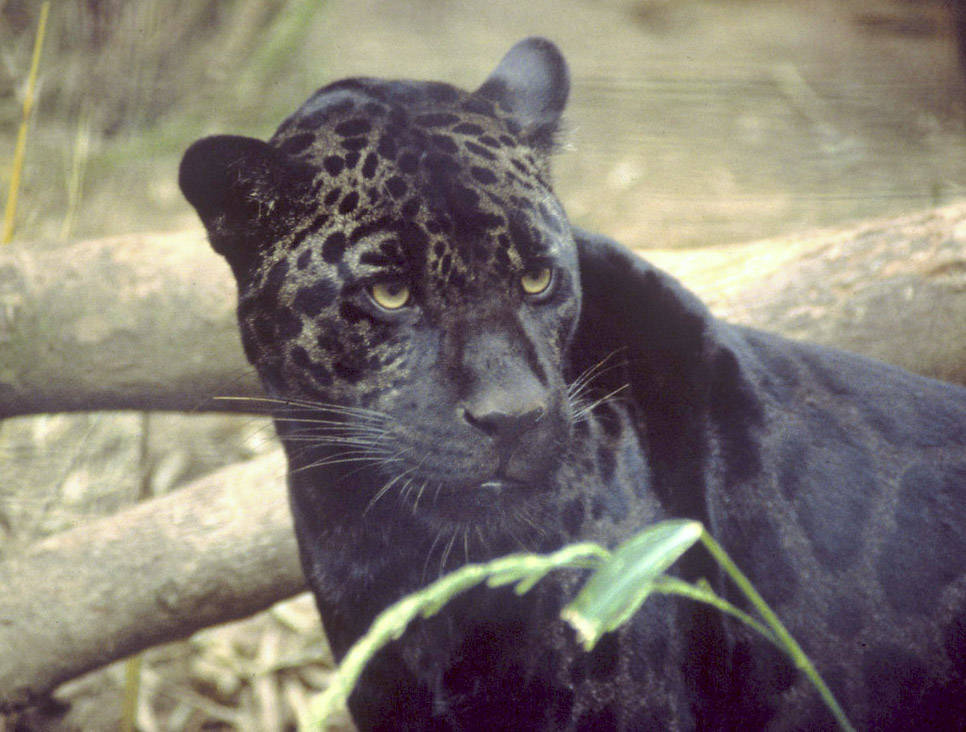
Fekete jaguár

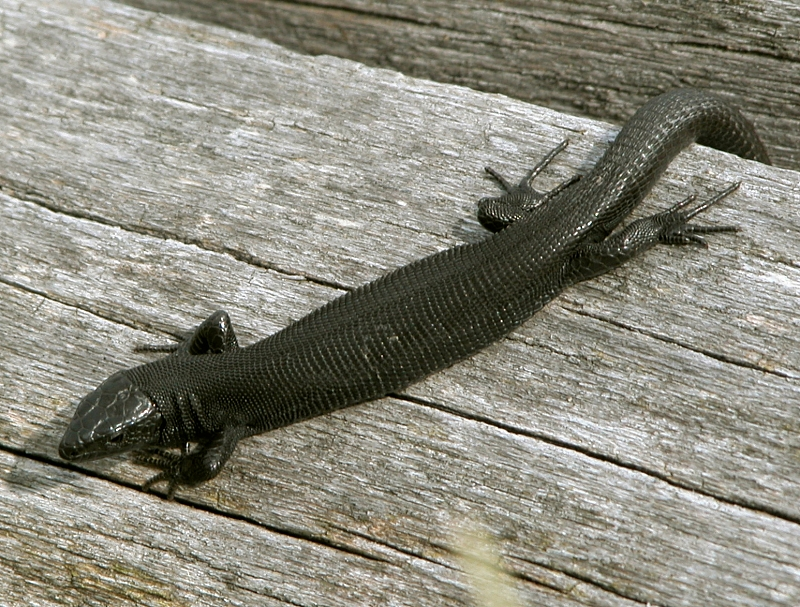
Fekete gyík

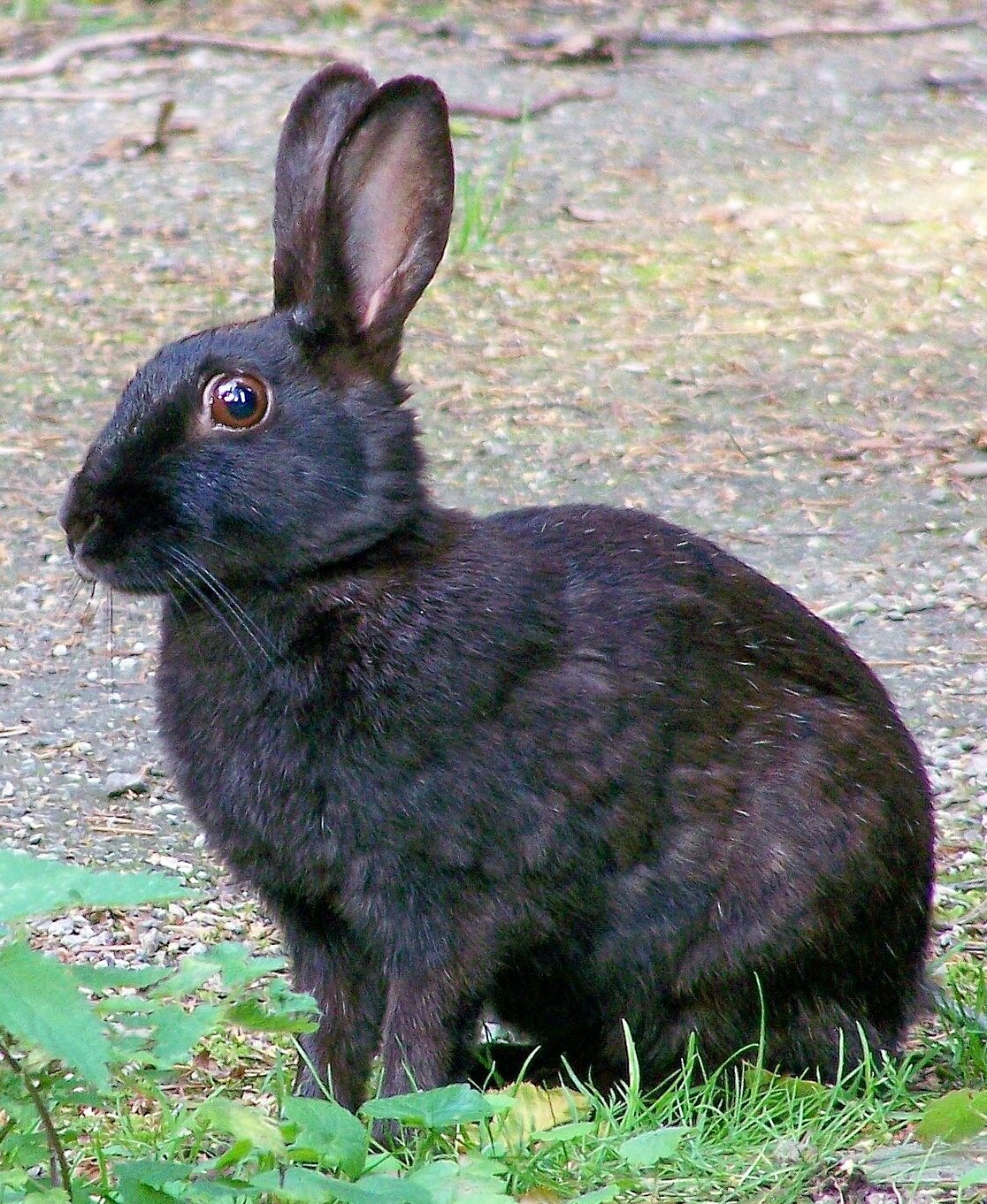
Fekete nyúl

## Lásd még
Albinizmus